# إريك أوسي بونسو
إريك أوسي بونسو (بالإنجليزية: Eric Osei Bonsu)‏ هو لاعب كرة قدم غاني، ولد في 2001.